# 區慶源
區慶源（英語：Au Hing-yuen，1956年1月29日—），香港公務員，曾任觀塘民政事務專員。區在1978年6月獲香港政府聘任為二級行政主任，曾於地政署、衞生署、律政司及布政司署民政科等部門任職。他在2008年接替莊國輝出任機電工程署主任秘書，但在約一年後旋即獲港府委任為觀塘民政事務專員，於2009年11月26日上任。不過，區在上任首個月即爆出醜聞，觀塘民政事務處佔用部分辦公時間，於九龍灣一間私人會所舉行圣诞聯歡會，更規定員工出席與否均須付款，變相強迫參與兼影響公務。行政長官曾蔭權在區任內提出活化工廈及起動九龍東計劃，觀塘工業區改造成觀塘商貿區，地區面貌亦大幅度更新。區因此在任內多次出席區內各項重要建設的開幕典禮。在2013年7月1日，羅莘桉接替退休的區擔任專員一職。